# Frifelt (by)
 For alternative betydninger, se Frifelt. (Se også artikler, som begynder med Frifelt)
Frifelt er en by i Sønderjylland med 243 indbyggere  (2024), beliggende 16 km sydøst for Ribe, 19 km vest for Toftlund, 9 km nordøst for Skærbæk og 34 km nord for Tønder. Byen hører til Tønder Kommune og ligger i Region Syddanmark. I 1970-2006 hørte byen til Skærbæk Kommune.
Frifelt hører til Vodder Sogn. Vodder Kirke ligger 1 km øst for Frifelt og 1 km sydøst for landsbyen Vodder.

## Faciliteter
- Motorikbørnecentret Æblehuset blev åbnet i 2003 og er en aldersintegreret institution for 40 børn i alderen fra 0-6 år.
- Vodder Idrætscenter blev bygget i 2000 på frivillig basis. Der er sportshal på 25x30 m, café med plads til 70 personer, mødelokale til 30 personer, hobbyrum og solarium. Udendørs findes naturlegeplads samt lejrpladsen Kernen med Kernehuset, som 10-20 personer kan overnatte i, og 3 shelters og bålhytte.
- Frifelt Sportsforening tilbyder gymnastik, fitness, fodbold, badminton, floorball, indendørs krolf og volleyball.[2]
- Frifelt Kro har 7 værelser til udlejning, primitiv camping, friluftslejr og Frifelt Eventpark med 40 meter lang svævebane og aktivitetsbaner.[3]

## Historie
I 1800-tallet var der i Frifelt kun ét hus ved et vejkryds. Det var et kådnersted (mindre landbrug). Der boede 3 brødre som foruden landbruget drev kro med købmandshandel og rebslageri.
Helt op til sidst i 1890'erne var der kun ganske få huse i Frifelt, men i 1898 oprettede pastor Jacobsen fra Skærbæk et teglværk. Det medførte flere indbyggere i landsbyen, men teglværket blev nedlagt omkring 1919.

### Jernbanen
Frifelt fik i 1911 station på Haderslev Amts Jernbaners strækning Arnum-Skærbæk. Arnum Station var et knudepunkt, hvorfra der var to forbindelser til Haderslev: over Gram eller Toftlund. I Skærbæk var der forbindelse med Ribe-Tønder Jernbane, som var statsbane.
Strækningen Arnum-Skærbæk blev nedlagt i 1937. Fra Frifelt er 3 km af Hedebovej mod sydvest anlagt på banens tracé. På jernbanens bro over Brøns Å, der er Vodder Sogns sydgrænse, er brofæsterne bevaret. Og derfra er 300 m banetracé bevaret som jordvej mod nordøst.

### Stationsbyen
På det lave målebordsblad efter 1920 ses foruden kroen postkontor og telefoncentral, skole og forsamlingshus længere mod øst i retning af Vodder samt mejeriet nærmest ved Vodder.

### Vodder Skole
Vodder Skole fejrede 50 års jubilæum i 2009, men blev en af de 8 skoler, som Tønder Kommune lukkede i 2011. Danmarks Statistiks fremskrivning viste at der i 2014 ville være 82 børn i alderen 5-12 år og i 2015 74 børn.